# Отдел по расследованию авиационных происшествий (Ирландия)
Отдел по расследованию авиационных происшествий (ирл. An tAonad um Imscrúdú Aerthionóiscí, англ. Air Accident Investigation Unit, AAIU) — подразделение Министерства транспорта, туризма и спорта Ирландии, несущий ответственность за расследование авиационных происшествий и инцидентов в Ирландии, а также аналогичными случаями с самолётами, зарегистрированными в Ирландии.

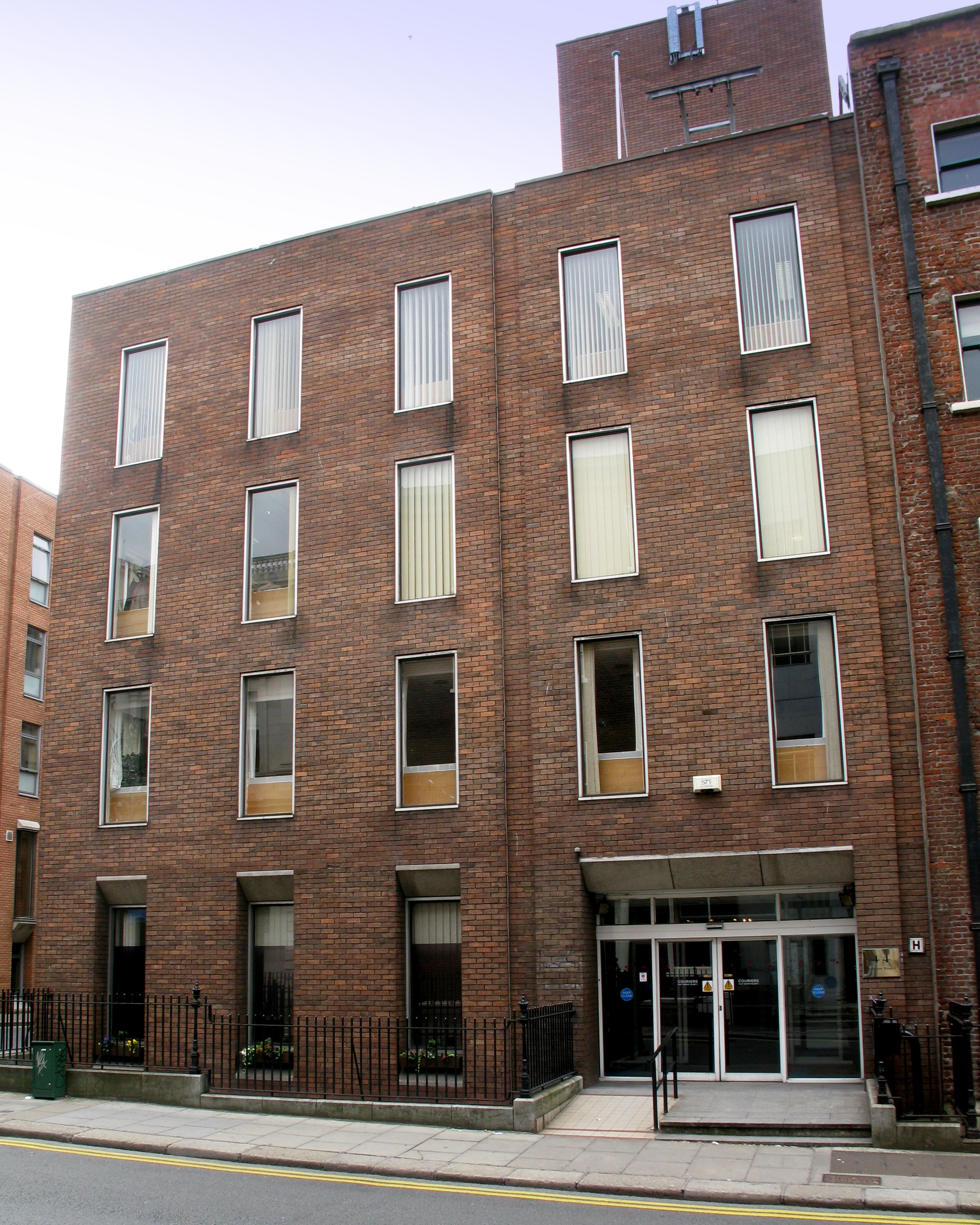
Прежний офис

Образован в 1993 году на основе Чикагской конвенции (Конвенция о международной гражданской авиации) и постановления Европейского союза — Regulation (European Union) о расследовании и предотвращении аварий и происшествий в гражданской авиации. Штаб-квартира AAIU находится в Дублине в здании департамента. Ранее располагалась в здании Transport House.
Штат отдела на 2015 год составляет 8 человек.